# Centrale de Twin Falls
Pour les articles homonymes, voir Twin Falls.
La centrale de Twin Falls est une centrale hydroélectrique conventionnelle située au Labrador dans la province canadienne de Terre-Neuve-et-Labrador.

## Géographie
Le barrage et la centrale électrique sont situés au centre du Labrador sur le lac Baikie (53° 29′ 47″ N, 64° 31′ 01″ O), alimenté par la rivière Inconnue (anglais : Unknown River), partie aval de la rivière Atikonak, à 36 km à l'ouest de la centrale de Churchill Falls et à 170 km au nord-est de Labrador City. La centrale se trouve dans le bassin versant de l'océan Atlantique.
La centrale fut implantée à Twin Falls, les chutes jumelles supérieures également appelées chutes Scott (anglais : Scott Falls). En aval se trouvent les chutes jumelles inférieures également appelées chutes Thomas (anglais : Thomas Falls).
Des bouleversements dans l'histoire géologique ont modifié le cours de la rivière Inconnue, qui coulait autrefois dans le canyon du ruisseau Bonnell (anglais : Bonnell Creek) par une chute d'environ 30 mètres de haut. Le cours d'eau a été détourné en amont vers un nouveau canyon débutant aux chutes Scott et coulant parallèlement à l'ancien canyon à un peu plus d'1 km de distance. Le canyon sec long de 3,3 km est le plus profond, le canyon actif long de 3,9 km est un peu moins profond. La rivière Inconnue rejoint le canyon sec par les chutes Thomas (53° 31′ 13″ N, 64° 29′ 20″ O) en deux branches, la chute droite face à la rivière Raft (anglais : Raft River) et la chute gauche au nord parallèle à environ 200 mètres de distance.

## Hydrologie
La rivière Inconnue était à la construction de la centrale de Twin Falls un puissant cours d'eau, seulement surpassé par la rivière Hamilton (devenue le fleuve Churchill en 1965) en termes de débit et de bassin versant au Labrador. La rivière affichait un débit moyen de 483 m3 et drainait jusqu'en 1974 un bassin de 22 800 km² au niveau de la centrale de Twin Falls, comprenant une large partie sud-ouest du Labrador central incluant le bassin de la rivière Atikonak en amont du lac Ossokmanuan 15 500 km², les autres affluents du lac Ossokmanuan (rivière Croche, rivière McKay...), et les affluents de la rivière Inconnue en aval du lac Ossokmanuan (rivière Julian...).
Le lac Ossokmanuan était drainé au nord-est par la rivière Inconnue.
La rivière Inconnue (régulée après 1963 et la construction du réservoir Ossokmanuan) affichait ainsi en 1970 un débit de 350 m³ / s. en mars en hiver mais 1 560 m³ / s. en juin lors de la fonte des neiges. Les grands lacs Joseph, Aticonac et Ossokmanuan jouaient un rôle régulateur de la rivière Atikonak.
Le réservoir Ossokmanuan alimentait à l'origine la centrale hydroélectrique de Twin Falls avec de l'eau qui s'écoulait dans le fleuve Churchill via la rivière Inconnue.
L'eau s'écoulait vers la centrale hydroélectrique de Twin Falls via la structure de contrôle des eaux d'Ossokmanuan (53° 26′ 43″ N, 64° 45′ 54″ O). 
Maintenant l'eau s'écoule à travers la structure de contrôle de Gabbro (53° 45′ 33″ N, 65° 21′ 45″ O). En cas de crue, il est toujours possible de drainer l'eau via la structure de contrôle d'Ossokmanuan. L'écoulement dans le canal de connexion entre les lacs Ossokmanuan et Gabbro s'inverse et la structure de contrôle d'Ossokmanuan s'ouvre pour déverser les eaux dans le fleuve Churchill via la rivière Inconnue.
Le détournement des eaux vers le réservoir Smallwood et le fleuve Churchill avec la fermeture du niveau de la structure de contrôle d'Ossokmanuan a entraîné une chute du débit de la rivière Inconnue en aval du réservoir Ossokmanuan. La rivière Inconnue est de facto devenue la partie aval de la rivière Julian qui apporte désormais la majeure partie du débit. 
La fermeture de la centrale de Twin Falls en 1974 s'est accompagnée de la disparition du lac Baikie dont les traces subsistent sur des rives dépourvues d'arbres et dans le lit de la rivière transformé en tourbière (53° 27′ 26″ N, 64° 37′ 03″ O). La réouverture du déversoir de la centrale a permis la réapparition des chutes Scott gauche tandis que le canyon du ruisseau Bonnell est redevenu sec.

## Histoire
La British Newfoundland Development Corporation (Brinco) fut formée en 1952 par un groupe d'investisseurs afin d'exploiter les ressources naturelles du Labrador. La Brinco acquit les droits de mise en valeur de l'électricité sur la rivière Inconnue. La Churchill Falls (Labrador) Corporation Limited fut par la suite constituée en 1958, sous la raison sociale Hamilton Falls Power Corporation Limited afin de développer le potentiel hydroélectrique du bassin de la rivière Hamilton. Brinco en était l'actionnaire majoritaire associée à la Shawinigan Engineering, filiale de la compagnie électrique Shawinigan Water and Power Company du Québec.
La disposition exceptionnelle du site des Twin Falls sur la rivière Inconnue (découvert au cours de l'été 1928 par l'équipe de Howard Taylor) offrant un puissant cours d'eau, deux gorges profondes parallèles et une importante hauteur de chute s'est rapidement révélée idoine pour l'installation d'une importante centrale hydroélectrique.
En partenariat avec Wabush Mines Limited et la Compagnie Iron Ore du Canada, les deux sociétés minières opérant dans l'ouest du Labrador, Brinco créa la Twin Falls Power Corporation pour fournir de l'énergie à 185 km à l'ouest aux deux exploitations minières en cours de développement à Labrador City et Wabush près de la frontière entre le Québec et Terre-Neuve-et-Labrador.
La construction de la centrale de Twin Falls à partir de 1960 fut l'un des projets pionniers du Labrador central, après les débuts de l'exploitation des mines de Schefferville en 1947, la construction du QNS&L avec la centrale Menihek entre 1951 et 1954 et le lancement du projet Carol en 1958.
L'accès à Twin Falls se faisait par voie aérienne ou, pour l'équipement et les fournitures, par une route de transport de 200 km en montée et en descente reliant un esker à l'autre, depuis Esker (53° 52′ 27″ N, 66° 25′ 18″ O), une station d'entretien de voie sur le chemin de fer de la Côte-Nord et du Labrador (anglais : Quebec North Shore and Labrador ou QNS&L) construit entre 1951 et 1954 pour un coût de 250 millions $ pour relier le port de Sept-îles aux mines de Schefferville. La route d'Esker passe par la structure de contrôle de Gabbro (53° 45′ 33″ N, 65° 21′ 45″ O) et des eskers barrant le réservoir Ossokmanuan au nord.
Dans des conditions idéales, le trajet d'Esker à Twin Falls prenait trois heures et demie de trajet en véhicule tout-terrain. Pour construire la route, une flotte de bulldozers Caterpillar D8 fut utilisée pour déplacer les arbres sur le côté et compacter le gravier. Des convois progressaient le long de la route d'Esker avec des charges énormes pour l'installation des parties mécaniques, des vannes pour les barrages de contrôle, des carters de turbine pour la centrale électrique, des pièces en acier et des transformateurs pour le chantier de commutation, et des parties de conduites forcées de grand diamètre. Un pont a été construit sur le canyon actif en aval de la centrale.
Le premier ministre de Terre-Neuve Joey Smallwood a officiellement inauguré la centrale de Twin Falls le 21 juillet 1963. Le projet fut achevé à la fin de 1963. Une fois terminée, la station avait une capacité totale de 240 000 ch, deux lignes de transmission de 185 km à 230 Kv, avec une commutation à distance. C'était un chef-d'œuvre de l'ingénierie hydroélectrique construit au coût de 47,5 millions $ à 3 mills par kWh.
La puissance de la centrale de Twin Falls était essentielle au développement de la centrale de Churchill Falls. L'ouvrage a aidé à aménager la zone et a fourni l'énergie nécessaire pendant la phase de construction du projet. Cependant, dans la planification, il est devenu évident qu'une plus grande efficacité dans la production d'électricité pourrait être obtenue en détournant le flux d'eau du réservoir Ossokmanuan vers le réservoir Smallwood. L'utilisation de cette eau à la centrale de Churchill Falls a permis de produire environ trois fois plus d'électricité à partir du même volume d'eau.
En juillet 1974, l'usine de Twin Falls a été fermée et l'eau détournée dans le réservoir Smallwood.
La création du réservoir Ossokmanuan et le détournement des eaux vers le réservoir Smallwood et le fleuve Churchill avec la fermeture du niveau de la structure de contrôle d'Ossokmanuan a entraîné une chute du débit de la rivière Inconnue en aval du réservoir Ossokmanuan. Le détournement du réservoir d'Ossokmanuan et la construction du réservoir Smallwood a fait passer le bassin versant de 33 900 km² à 69 500 km² et le débit annuel moyen de 719 m3 à 1 420 m3 au niveau des chutes Churchill.
La ville de Wabush faisait, dans un contexte de fermeture des mines de la ville, également face à un coup financier lié à l'ancienne centrale électrique de Twin Falls construite plusieurs décennies auparavant pour aider à lancer l'industrie minière dans l'ouest du Labrador. Les actifs aquatiques de Twin Falls se dirigent depuis 1974 vers le réservoir Smallwood et se sont retrouvés sous le contrôle de Nalcor. Le maire de Wabush a souhaité que la ville soit indemnisée par le gouvernement de Terre-Neuve-et-Labrador au titre de la perte de revenus.

## Barrage et centrale
La centrale hydroélectrique de Twin Falls a été construite au début des années 1960. Cette installation, d'une capacité de 225 MW, a fourni l'énergie nécessaire aux industries de l'extraction du fer dans l'ouest du Labrador.
Le barrage, construit en amont des chutes supérieures, a asséché le lit de la rivière Inconnue (53° 29′ 51″ N, 64° 32′ 25″ O). Le barrage principal est composé du déversoir d'une largeur de 170 mètres encadré par deux digues d'une longueur de 900 mètres à l'ouest et 700 mètres à l'est, avec deux autres digues plus modestes de 150 mètres et 500 mètres sur l'autre rive à l'ouest de la centrale pour bloquer l'entrée du canyon sec.
Le barrage sur la rivière Inconnue a créé le lac de barrage Baikie à une altitude d'environ 445 mètres en inondant la vallée et des petits rapides en amont sur une longueur de près de 10 km du sud-ouest au nord-est pour une largeur maximale de 4,6 km.
La centrale électrique fut installée au pied du canyon sec avec quatre conduites forcées d'environ 1 mètre de diamètre ancrées à l'escarpement. Lorsque ces structures, construites à sec, furent prêtes, la rivière fut barrée sur le site de Twin Falls pour former un réservoir et élever l'eau à la hauteur de l'escarpement de l'ancien canal. L'eau détournée vers les conduites forcées alimentait alors les turbines. L'eau faisait une chute presque verticale le long de la paroi rocheuse pour alimenter les turbines situées au fond du canyon à environ 380 mètres d'altitude. L'eau de la rivière Inconnue était alors dirigée vers le canyon originel du ruisseau Bonnell.
La centrale, les deux lignes électriques de 69 kV et les réseaux de distribution formaient à l'origine un réseau électrique isolé du réseau principal nord-américain.
Les deux lignes électriques avaient été tirées d'ouest en est à travers le centre du Labrador, de la centrale de Twin Falls jusqu'au poste électrique de Wabush (52° 55′ 56″ N, 66° 53′ 08″ O). Les lignes de la centrale de Twin Falls furent par la suite reliées à la centrale du Churchill Falls et donc au réseau principal via les trois lignes électriques de 735 kV.
La centrale et les installations de Twin Falls sont désormais abandonnées mais toujours en place et dans un relativement bon état.

## Exploitant
Twin Falls Power Corporation Limited a été constituée en vertu des lois du Canada et a exploité la centrale hydroélectrique de Twin Falls sur la rivière Inconnue au Labrador.
Le gouvernement de Terre-Neuve a acquis la participation de Brinco dans Churchill Falls (Labrador) Corporation Limited en 1974.
En 1975, la société de la Couronne Newfoundland and Labrador Power Commission devint la Newfoundland and Labrador Hydro.
Depuis la fermeture de la centrale en 1974, la société Twin Falls Power Corporation Limited est en grande partie inactive.
Le 31 décembre 2014, le sous-bail daté du 15 novembre 1961 avec Churchill Falls (Labrador) Corporation Limited (Churchill Falls) pour le droit de développer l'énergie hydroélectrique sur la rivière Inconnue (le sous-bail) a expiré.
Twin Falls Power Corporation Limited est aujourd'hui détenue à 33,3 % par Churchill Falls, contrôlée à 65,8 % par Newfoundland and Labrador Hydro (filiale de Nalcor Energy) et à 34,2 % par Hydro-Québec.
La portion restante est détenue à 49,6 % par la Compagnie Iron Ore du Canada (IOC), 12,5 % par Wabush Resources Inc. (Wabush Mines) et 4,6 % par Wabush Iron Co. Limited (Wabush Mines). Les droits de vote sont détenus par Churchill Falls à 66,7 %, IOC à 24,8 % et Wabush Mines à 8,5 %.
Churchill Falls (Labrador) Corporation Limited exploite la centrale hydroélectrique de Churchill Falls et les installations de transport connexes au Labrador d'une puissance nominale de 5 428 MW. Le contrat d'électricité de 1969 et un contrat de renouvellement qui ont commencé le 1er septembre 2016 et expirent le 31 août 2041 prévoient la vente d'électricité de cette installation à Hydro-Québec.
En février 2014, Wabush Mines a décidé de cesser ses activités au Labrador. Le 20 mai 2015, les sociétés Wabush Iron Co. Limited, Wabush Resources Inc., Wabush Mines, Arnaud Railway Company, Wabush Lake Railway Company, Limited ont demandé à la Cour supérieure du Québec, chambre commerciale, et obtenu une ordonnance en application de la Loi sur les arrangements avec les créanciers des compagnies (LACC).